# Аравийский волк
Аравийский волк — подвид вида волк обыкновенный (Canis lupus arabs), который ранее встречался по всей территории Аравийского полуострова, теперь живёт на ограниченных ареалах в южном Израиле, Омане, Йемене, Иордании, Саудовской Аравии и, возможно, в некоторых частях Синайского полуострова в Египте.

## Особенности и повадки

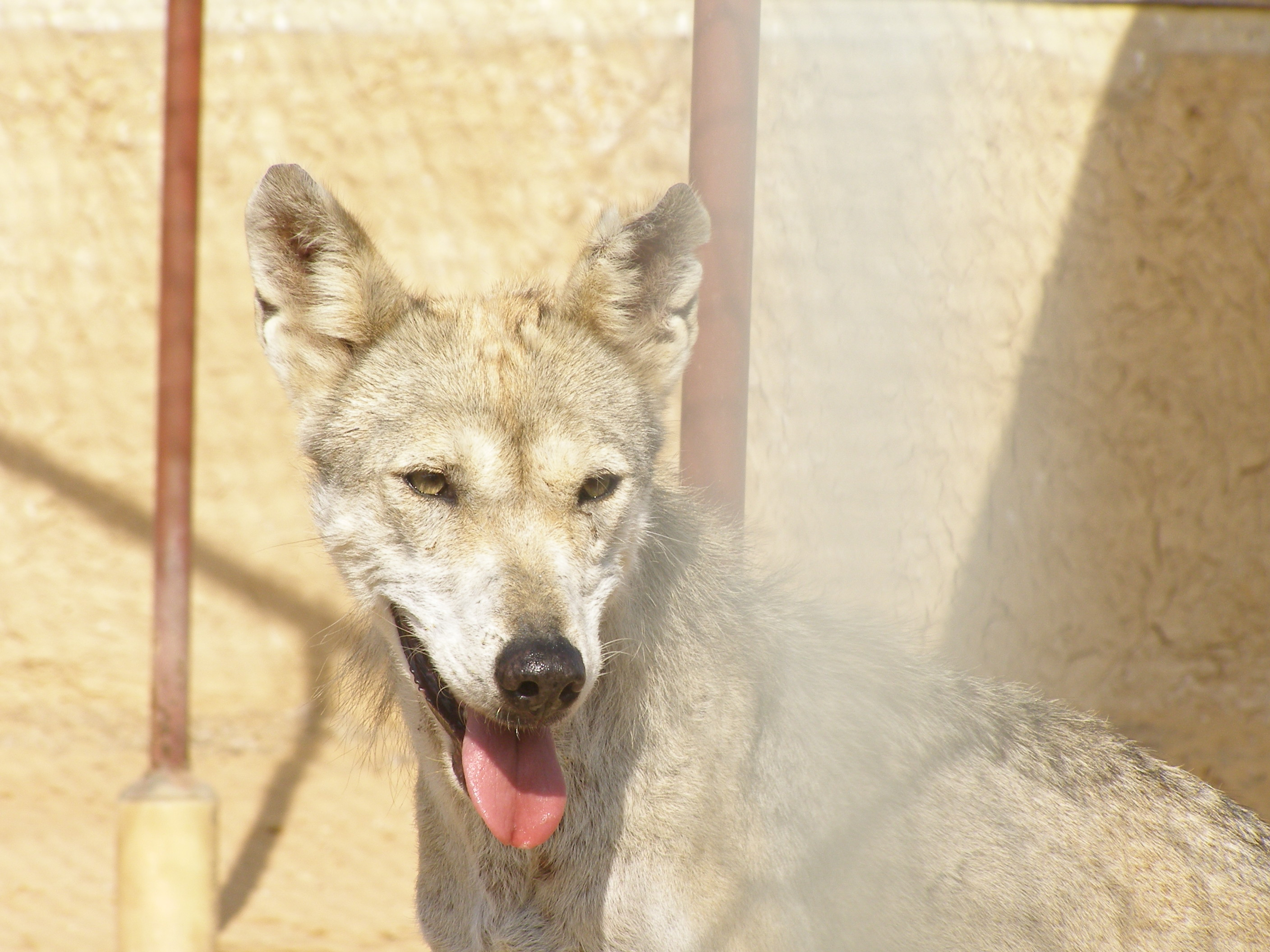
Самка аравийского волка.

Аравийский волк — некрупный, приспособленный к жизни в пустыне волк, высота в холке которого около 66 см и вес в районе 18 килограмм. Уши непропорционально большие по сравнению с размером тела, в отличие от других волков. Это является приспособлением для рассеивания теплового излучения тела. Кроме того, аравийские волки не живут большими стаями, но охотятся парами или группами из трёх — четырёх животных. Ещё необычность подвида в том, что никто не слышал, как эти волки воют. Аравийский волк уникален и тем среди других волков, что средние два пальца на его лапах соединены, эта черта раньше считалась присущей только гиеновидной собаке. Как и у других волков, глаза у аравийского волка жёлтые, хотя у некоторых — коричневые. Это указывает на то, что часть популяции уже не является чистокровной, а их предки перемешались с одичавшими собаками.

## Пища
Аравийские волки могут нападать и пожирать любых домашних животных размером вплоть до барана. В результате скотоводы их отстреливают, травят, ставят на них капканы. Кроме этого, пищей аравийским волкам служат зайцы, грызуны, копытные животные и различная падаль.

## Текущая ситуация
В Омане популяция волков значительно возросла после того, как на них была запрещена охота. Есть большая вероятность того, что поголовье арабского волка восстановится в нескольких местностях региона в относительно недалёком будущем. В Израиле живёт от 100 до 150 особей в Негеве и Араве.

## В культуре
Этот волк часто упоминался в Священном Писании (от Сираха 13:21; от Матвея 7:15) как враг стад и как символ предательства, жестокости и кровожадности. Племя Вениамина из-за своей воинственности сравнивалось с волком.